# Presidenti della Federazione di Bosnia ed Erzegovina
Il presidente della Federazione di Bosnia ed Erzegovina (Predsjednik Federacije Bosne i Hercegovine.) è la più alta autorità della Federazione di Bosnia ed Erzegovina, entità federata della Bosnia ed Erzegovina. L'attuale detenente della carica è Lidija Bradara.

## Presidenti (1994-oggi)
| Immagine | Nome                     | Anno nascita | Inizio mandato   | Fine mandato     | Partito                                                            |
| -------- | ------------------------ | ------------ | ---------------- | ---------------- | ------------------------------------------------------------------ |
|          | Krešimir Zubak           | 1947–        | 31 maggio 1994   | 18 marzo 1997    | Unione Democratica Croata di Bosnia ed Erzegovina                  |
|          | Vladimir Šoljić          | 1943–        | 18 marzo 1997    | 29 dicembre 1997 | Unione Democratica Croata di Bosnia ed Erzegovina                  |
|          | Ejup Ganić (1°)          | 1946–        | 29 dicembre 1997 | 1º gennaio 1999  | Partito d'Azione Democratica                                       |
|          | Ivo Andrić-Lužanski (1°) | 1956–        | 1º gennaio 1999  | 1º gennaio 2000  | Unione Democratica Croata di Bosnia ed Erzegovina                  |
|          | Ejup Ganić (2°)          | 1946–        | 1º gennaio 2000  | 1º gennaio 2001  | Partito d'Azione Democratica/Indipendente                          |
|          | Ivo Andrić-Lužanski (2°) | 1956–        | 1º gennaio 2001  | 28 febbraio 2001 | Unione Democratica Croata di Bosnia ed Erzegovina                  |
|          | Karlo Filipović          | 1954–        | 28 febbraio 2001 | 1º gennaio 2002  | Partito Socialdemocratico di Bosnia ed Erzegovina                  |
|          | Safet Halilović          | 1951–        | 1º gennaio 2002  | 27 gennaio 2003  | Partito per la Bosnia ed Erzegovina                                |
|          | Niko Lozančić            | 1957–        | 27 gennaio 2003  | 22 febbraio 2007 | Unione Democratica Croata di Bosnia ed Erzegovina                  |
|          | Borjana Krišto           | 1961–        | 22 febbraio 2007 | 17 marzo 2011    | Unione Democratica Croata di Bosnia ed Erzegovina                  |
|          | Živko Budimir            | 1962–        | 17 marzo 2011    | 9 febbraio 2015  | Partito Croato dei Diritti/Partito della Giustizia e della Fiducia |
|          | Marinko Čavara           | 1967–        | 9 febbraio 2015  | 28 febbraio 2023 | Unione Democratica Croata di Bosnia ed Erzegovina                  |
|          | Lidija Bradara           | 1971–        | 28 febbraio 2023 | In carica        | Unione Democratica Croata di Bosnia ed Erzegovina                  |